# Herman Van Springel

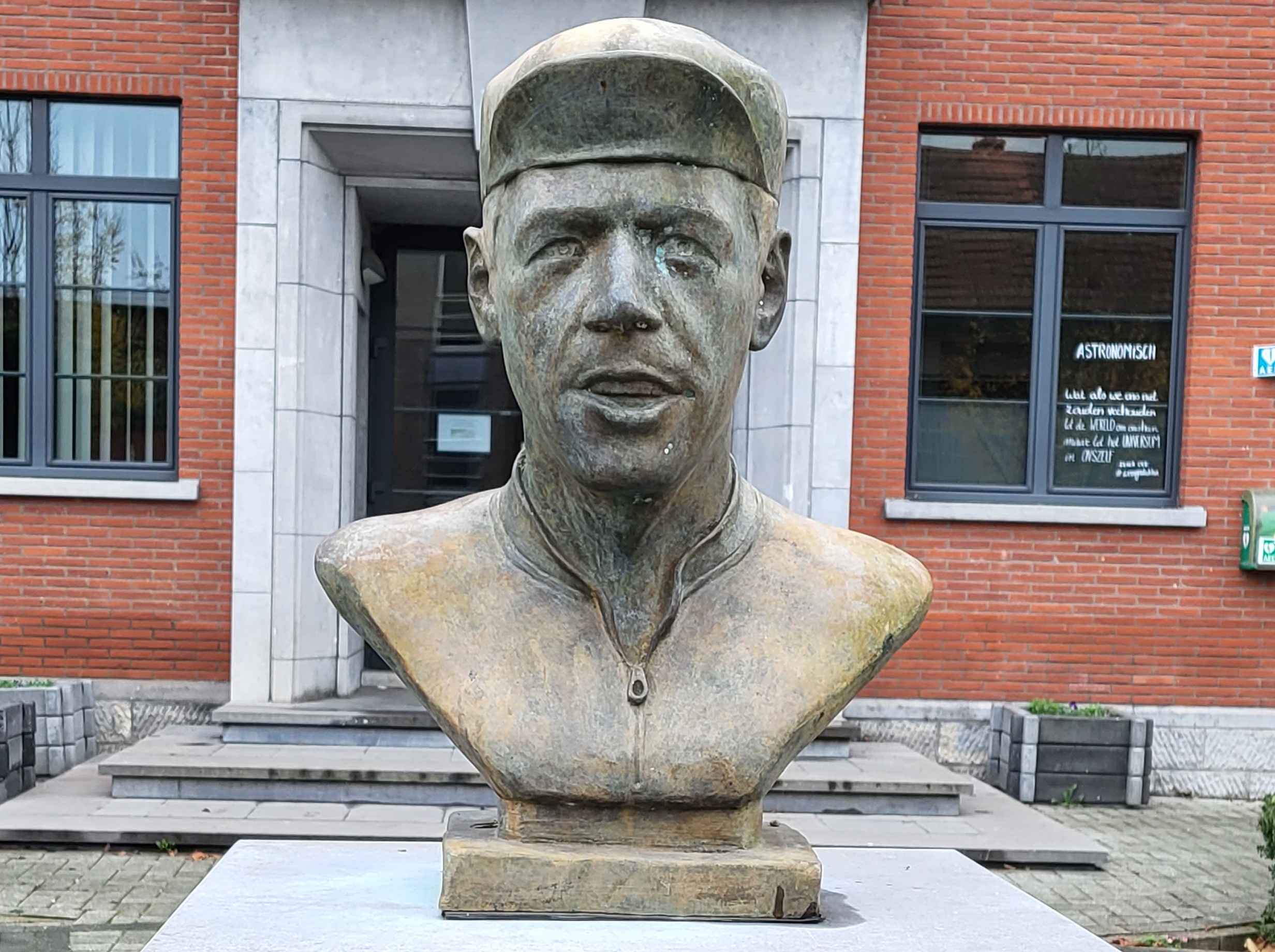
Büste Herman Vanspringels vor dem Gemeindehaus in Grobbendonk

Herman Van Springel, auch Herman Vanspringel, (* 14. August 1943 in Ranst; † 25. August 2022 in Bouwel) war ein belgischer Radrennfahrer.

## Werdegang
Herman Van Springel war von Beruf Diamantenschleifer. Nach einer erfolgreichen Zeit als Amateursportler, in der er etwa die Belgien-Rundfahrt gewann, wurde er 1964 Unabhängiger und 1965 Berufsfahrer beim Radsportteam Dr. Mann-Grundig, für das er sechs Jahre lang fuhr.
Seinen größten Erfolg errang Van Springel bei der Tour de France 1968, als er mit einem Rückstand von nur 38 Sekunden den zweiten Platz belegte. Dabei trug er sechs Tage lang das Gelbe Trikot und verlor es erst auf der letzten Etappe, einem Einzelzeitfahren, an den Niederländer Jan Janssen. In diesem Jahr gewann er auch das Jahresklassement Super Prestige Pernod.
Zwischen 1970 und 1981 startete er zehn Mal beim längsten klassischen Eintagesrennen Bordeaux–Paris, das wie für ihn „maßgeschneidert“ schien, und gewann es sieben Mal. Weitere Klassikersiege gelangen ihm u. a. 1966 bei Gent–Wevelgem, 1968 beim Omloop Het Volk und der Lombardei-Rundfahrt und 1969 bei Paris-Tours.
In seiner Erfolgsliste finden sich zahlreiche Zeitfahrwettbewerbe. In dieser Spezialdisziplin gewann er u. a. das Einzelzeitfahren Grand Prix des Nations 1969 und 1970, sowie den Paarzeitfahren Trofeo Baracchi 1969 (mit Joaquim Agostinho) und den Großen Preis von Baden-Baden (1969 mit Roger De Vlaeminck, 1970 mit Eddy Merckx). 1971 gewann er den Maaslandse Pijl.
Van Springel wirkte zumeist sehr introviert, „zuweilen sogar schläfrig“, er galt als friedfertig und zuvorkommend. Die Fachpresse warf ihm vor, nicht sein Potential auszuschöpfen. Radsport soll für ihn lediglich bedeutet haben, Geld zu verdienen, und sei nicht seine Leidenschaft gewesen. Insgesamt gewann er 136 Rennen.
Nach dem Ende seiner aktiven Laufbahn besaß Herman Van Springel ein Restaurant und eine Bäckerei. Er hatte drei Töchter und einen Sohn, der 1992 im Alter von 19 Jahren an einer Virusinfektion überraschend starb. Er wurde Ehrenbürger von Grobbendonk.
Herman Van Springel starb am 25. August 2022 nach langer Krankheit im Alter von 79 Jahren in Grobbendonk.

## Erfolge (Auswahl)
1966:
- Gent–Wevelgem
- eine Etappe Critérium du Dauphiné Libéré
- Brüssel-Ingooigem
- Grote Prijs Jef Scherens

1967:
- zwei Etappen Tour de France

1968:
- Omloop Het Volk
- eine Etappe Belgien-Rundfahrt
- eine Etappe Tour de Suisse
- eine Etappe Tour de France
- Weltmeisterschaften – Straßenrennen
- Lombardei-Rundfahrt
- Super Prestige Pernod

1969:
- eine Etappe 4 Jours de Dunkerque
- drei Etappen Tour de Suisse
- zwei Etappen Tour de France
- Großer Preis von Baden-Baden (mit Roger De Vlaeminck)
- Paris–Tours
- Grand Prix des Nations
- Trofeo Baracchi (mit Joaquim Agostinho)

1970:
- De Brabantse Pijl
- eine Etappe Belgien-Rundfahrt
- Bordeaux–Paris
- Schaal Sels
- Grand Prix des Nations

1971:
- eine Etappe Belgien-Rundfahrt
- Nokere Koerse
- Meisterschaft von Zürich
- Belgischer Meister – Straßenrennen
- eine Etappe Tour de France
- Großer Preis von Baden-Baden (mit Eddy Merckx)
- Großer Preis der Dortmunder Union-Brauerei

1972:
- Grote Prijs Stad Zottegem

1973:
- eine Etappe Tour de Suisse
- Punktewertung Tour de France
- eine Etappe Katalonien-Rundfahrt

1974:
- E3 Harelbeke
- De Brabantse Pijl
- Bordeaux–Paris
- Boucles de l’Aulne

1975:
- Bordeaux–Paris

1976:
- Grand Prix de Wallonie
- Nationale Sluitingsprijs

1977:
- eine Etappe Paris–Nizza
- eine Etappe Drei Tage von De Panne
- Bordeaux–Paris

1978:
- Le Samyn
- Bordeaux–Paris

1979:
- eine Etappe Belgien-Rundfahrt

1980:
- Bordeaux–Paris

1981:
- Bordeaux–Paris

## Wichtige Platzierungen
| Grand Tour            | 1966 | 1967 | 1968 | 1969 | 1970 | 1971 | 1972 | 1973 | 1974 | 1975 | 1976 | 1977 | 1978 | 1979 | 1980 | 1981 |
| --------------------- | ---- | ---- | ---- | ---- | ---- | ---- | ---- | ---- | ---- | ---- | ---- | ---- | ---- | ---- | ---- | ---- |
| Vuelta a EspañaVuelta | –    | –    | –    | –    | 3    | –    | –    | 11   | –    | –    | 29   | –    | –    | –    | –    | –    |
| Giro d’ItaliaGiro     | –    | –    | –    | –    | –    | 2    | –    | –    | –    | –    | –    | –    | –    | –    | –    | –    |
| Tour de FranceTour    | 6    | 24   | 2    | 18   | DNF  | 14   | –    | 6    | 10   | 31   | DNF  | –    | –    | –    | –    | –    |

| Weltmeisterschaft   | 1966 | 1967 | 1968 | 1969 | 1970 | 1971 | 1972 | 1973 | 1974 | 1975 | 1976 | 1977 | 1978 | 1979 | 1980 | 1981 |
| ------------------- | ---- | ---- | ---- | ---- | ---- | ---- | ---- | ---- | ---- | ---- | ---- | ---- | ---- | ---- | ---- | ---- |
| StraßenrennenStraße | DNF  | –    | 2    | 23   | 59   | 51   | –    | 8    | 6    | –    | –    | –    | 8    | DNF  | DNF  | DNF  |

| Monument                 | 1966 | 1967 | 1968 | 1969 | 1970 | 1971 | 1972 | 1973 | 1974 | 1975 | 1976 | 1977 | 1978 | 1979 | 1980 | 1981 |
| ------------------------ | ---- | ---- | ---- | ---- | ---- | ---- | ---- | ---- | ---- | ---- | ---- | ---- | ---- | ---- | ---- | ---- |
| Mailand–Sanremo          | 3    | 26   | –    | 44   | 92   | –    | –    | 57   | 26   | –    | –    | 49   | 26   | –    | –    | –    |
| Flandern-Rundfahrt       | –    | 8    | 69   | –    | 24   | 55   | 9    | 8    | 18   | –    | 29   | –    | 6    | –    | –    | 15   |
| Paris–Roubaix            | –    | 18   | 2    | –    | –    | 2    | 19   | 8    | 8    | 25   | –    | 9    | 8    | –    | 13   | –    |
| Lüttich–Bastogne–Lüttich | –    | 8    | 5    | 9    | 6    | –    | 3    | 11   | –    | 17   | 0    | 12   | 5    | 9    | 7    | –    |
| Lombardei-Rundfahrt      | 15   | –    | 1    | 2    | 5    | 12   | –    | 3    | 16   | –    | –    | –    | –    | –    | –    | –    |